# Vanilla guianensis
Vanilla guianensis là một loài thực vật có hoa trong họ Lan. Loài này được Splitg. miêu tả khoa học đầu tiên năm 1841.